# شرور (فیلم ۲۰۲۰)
شرور (به انگلیسی: Villain) یک فیلم درام، جنایی و اکشن بریتانیایی محصول سال ۲۰۲۰ به کارگردانی فیلیپ بارانتینی با بازی کریگ فایربراس است. این فیلم به‌طور کلی نقدهای مثبتی دریافت کرد، انتخاب منتقدان در نیویورک تایمز بود و به رتبه هفتم در جدول فیلم‌های آی‌تیونز ایالات متحده رسید.

## داستان
«ادی فرانکس» یک جنایتکار سابق است که می‌خواهد با برقراری ارتباط مجدد با دخترش و پرداخت بدهی برادرش، به خانواده خود کمک کند. اما با وجود تلاش‌هایش، او دوباره به زندگی جنایتکارانه با پیامدهای ویرانگر بازمی‌گردد و …

## انتشار
این فیلم در سالن‌های منتخب، ویدئو به‌درخواست و پلتفرم‌های دیجیتال در بریتانیا در ۲۸ فوریه ۲۰۲۰ و در ایالات متحده در ۲۲ می ۲۰۲۰ اکران شد.

## بازخوردها
امتیاز این فیلم در سایت راتن تومیتوز دارای امتیاز ۷۱ درصدی است. اجماع انتقادی این سایت چنین می‌گوید: «این فیلم نیز مانند قهرمان کم حرفش، در انجام کار به‌ویژه پر زرق و برق یا خلاق نیست، اما همچنان غیرقابل انکار مؤثر است».